# Tatarstans regionslag i bandy
Tatarstans regionslag i bandy representerar Tatarstan i bandy på herrsidan. Laget började spela i Russian Government Cup 2000.